# Gare de Rygge
La gare de Rygge est une gare ferroviaire norvégienne de la ligne d'Østfold, située sur le territoire de la commune de Rygge dans le comté d'Østfold.
Mise en service en 1879, c'est une gare de la Norges Statsbaner.

## Situation ferroviaire
Établie à 24 mètres d'altitude, la gare de Rygge est située au point kilométrique (PK) 69,28 de la ligne d'Østfold, entre les gares de Kambo et de Råde.

## Histoire
La gare  fut ouverte en 1879 lorsque la vestre linje fut achevée. En 2000, lorsque les voies furent doublées, la gare a été rénovée.

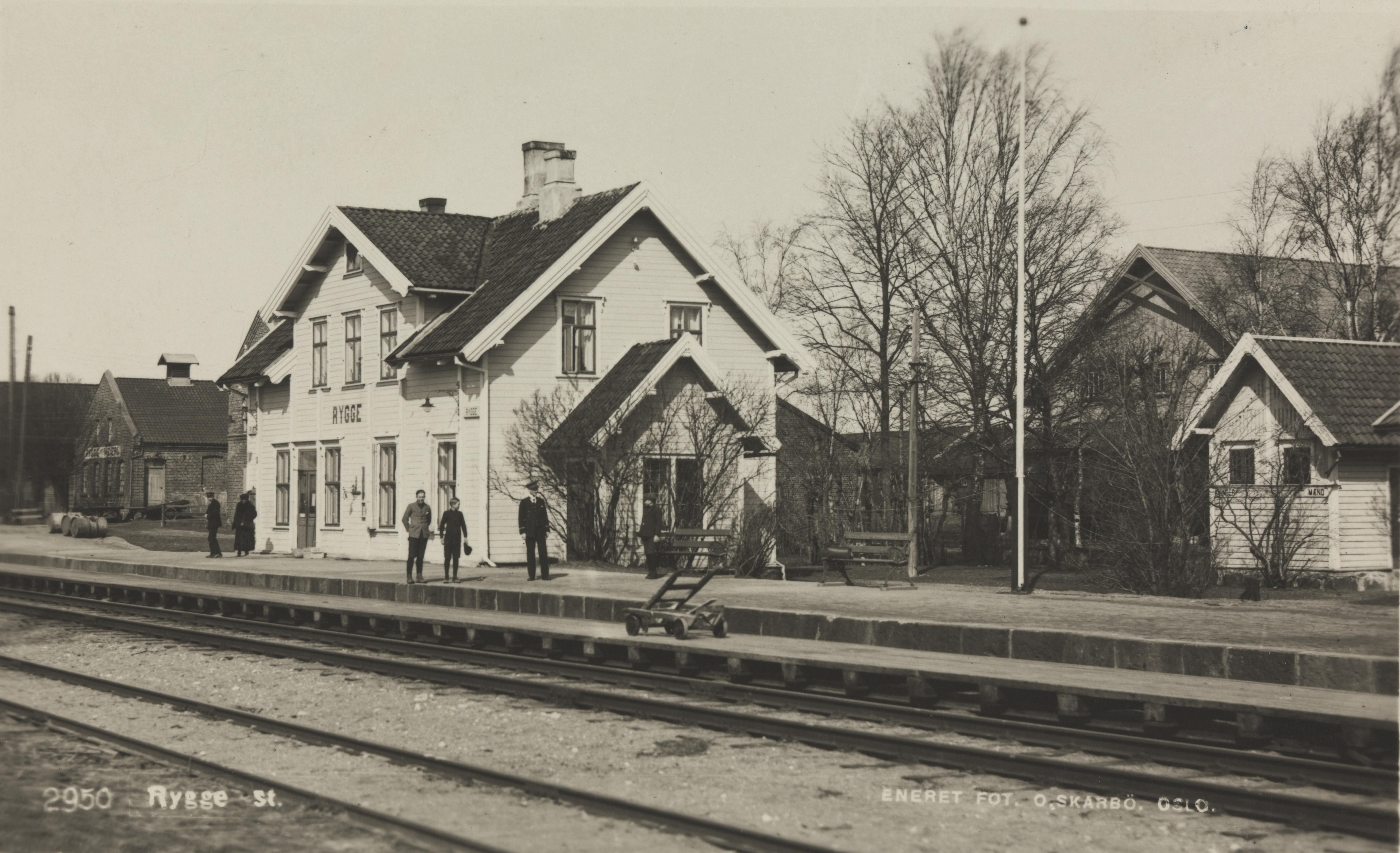
La gare vers les 1920.

## Service des voyageurs

### Accueil
C'est une gare ferroviaire sans personnel. Elle est équipée d'une salle d'attente et dispose d'un automate.

### Desserte
Rygge est desservie par un train régional allant d'Oslo à Halden et poursuivant en Suède jusqu'à Göteborg-Central.

### Intermodalités
Un parking, de 168 places, pour les véhicules et un parc à vélo couvert y sont aménagés.
Une liaison rapide en bus relie en 8 minutes la gare à l'aéroport d'Oslo-Rygge .